# Теню Пиндарев
Теню Рашев Пиндарев е български художник-карикатурист.

## Биография
Роден е в Казанлък, където негов преподавател по рисуване е известният художник и хуморист Чудомир. През 1946 година Пиндарев завършва специалност живопис в Художествената академия в класа на професор Илия Петров. Още като студент започва да рисува и публикува дружески шаржове и карикатури на обществено-политическа, морално-естетическа и културна тематика. Между 1946 и 1981 година работи като редактор във вестник „Стършел“, а след това е назначен за отговорен секретар на списание „Карикатура“.
Още от дипломирането си Пиндарев взима участие в общи художествени изложби, национални изложби на карикатурата, международни биеналета и пленери в Монреал, Маростика, Тренто, Беринген, Сан Антонио, Хавана, Москва, Берлин, Белград.
Освен в областта на карикатурата Пиндарев се изявява и като художник-илюстратор. Автор е на илюстрациите в книги като „Краят на едно детство“ от Тодор Харманджиев (1952), „Разкази и фейлетони“ от Илф и Петров (1961), „Шофьорът на началника“ от Черемухин (1964), „Тихо, кротко“ от Никола Ланков (1966) и др.
Член е на Съюза на българските художници и Съюза на българските журналисти.
Негови творби са притежание на Националната художествена галерия, български и чуждестранни галерии и частни колекции.

## Признание
Носител е на множество награди, сред които II награда на СБХ за графика през 1962 година, II награда за карикатура през 1969 година, орден „Кирил и Методий“ – II степен през 1971 и орден „Червено знаме на труда“ за 1981 година.
През 2004 година Пиндарев е обявен за почетен гражданин на родния си град Казанлък.
През 2006 година в Софийската градска художествена галерия е организирана юбилейна изложба по повод 85-ата годишнина на художника.